# Georgium
A Georgium a németországi dessau–wörlitzi kertbirodalom György-kertjében található, amely a táj egyik legjelentősebb angolparkja a Wörlitzi park mellett. Johann Georg, III. Lipót Frigyes Ferenc anhalt–dessaui herceg öccse építtette és róla kapta a nevét.
1780-ban Johann Georg herceg (1748 – 1811) egy kis klasszicista vidéki házat építtetett az akkori Dessau városától északra. Az építész Friedrich Wilhelm von Erdmannsdorff volt. Az épület környékét a wörlitzihez hasonló angol stílusú parkká alakították át. Számtalan klasszikus és romantikusba hajló kerti épület, szobor és emlékmű ágyazódik harmonikusan a tájba. A legfontosabbak az úgynevezett vendégház, a római romok, egy ión stílusú körtemplom, két antik kapuív-utánzat és Ferenc herceg ókori öltözékű szobra. Az elbai pavilon és a Wallwitzburg további kilátást nyújtanak az Elba-menti tájra.
A tulajdonképpeni György-kert 21,3 hektárnyi területéhez csatlakozik a 97 hektárnyi lápvidék, amelyet természetközeli állapotban hagytak meg, de ezt is kisebb építészeti elemekkel és szobrokkal díszítették.
A Georgium kastélyban található az Anhalt Képgaléria, ahol régi német és németalföldi festmények láthatók. Itt őrzik Albrecht Dürer és id. Lucas Cranach néhány korai grafikáját is, többek között Dürer legismertebb művét, a Melancoliát.

## Fordítás
- Ez a szócikk részben vagy egészben  a   Georgengarten (Dessau) című német Wikipédia-szócikk ezen változatának fordításán alapul.  Az eredeti cikk szerkesztőit annak laptörténete sorolja fel. Ez a jelzés csupán a megfogalmazás eredetét és a szerzői jogokat jelzi, nem szolgál a cikkben szereplő információk forrásmegjelöléseként.